# جيمس أ. باركر
جيمس أ. باركر هو سياسي أمريكي، ولد في 1858، وتوفي في 22 سبتمبر 1943. نشط حزبياً في الحزب الجمهوري. وقد انتخب عضو جمعية ولاية ويسكونسن ‏ وانتخب عضو مجلس ولاية ويسكونسن ‏.